# Pantanais Sul-Mato-Grossenses
Pantanais Sul-Mato-Grossenses è una mesoregione dello Stato del Mato Grosso do Sul in Brasile.

## Microregioni
È suddivisa in due microregioni:
- Aquidauana
- Baixo Pantanal

| Controllo di autorità | VIAF (EN) 240792022 |